# Gerygone dorsalis
Gerygone dorsalis là một loài chim trong họ Acanthizidae.